# کویت پترولیوم بین‌المللی
کویت پترولیوم اینترنشنال (KPI)، که معمولاً به عنوان Q8 شناخته می‌شود (به صورت Cue-Eight تلفظ می‌شود، که در لهجه بریتانیایی مانند "کویت" به نظر می‌رسد.)، شرکت تابعه بین‌المللی شرکت نفت کویت است. این شرکت سوخت، روان‌سازها و سایر فرآورده‌های نفتی را در اروپا پالایش و به بازار عرضه می‌کند.
این شرکت که در سال ۱۹۸۳ تأسیس شد، ۴۰۰۰ ایستگاه سوخت خرده‌فروشی و همچنین عملیات فروش مستقیم برای تحویل سوخت و نفت گرمایشی را به کاربران خانگی و صنعتی عرضه می‌کند. Q8 همچنین در بیش از ۴۰ فرودگاه در سرتاسر جهان تجارت حمل و نقل هوایی قابل توجهی دارد و یک تجارت روان‌ساز با پنج کارخانه ترکیب روان‌ساز، فروش مستقیم و فعالیت های بازاریابی در سراسر اروپا و فروش صادرات به بیش از ۷۵ کشور در سراسر جهان است.